# Méningiome
 Mise en garde médicale
Un méningiome est une tumeur cérébrale développée à partir de cellules des enveloppes du cerveau et de la moelle spinale appelées les méninges. Développées en dehors du système nerveux, les méningiomes sont des tumeurs bénignes dans environ 75-80 % des cas mais peuvent se présenter plus rarement sous des formes plus agressives qui ont plus tendance à récidiver ou qui peuvent menacer la vie du patient.

## Épidémiologie
Les méningiomes représentent environ 35 % des tumeurs du système nerveux central et sont les tumeurs cérébrales les plus fréquentes de l'adulte de 2007 à 2011 aux États-Unis. L'incidence réelle des méningiomes est peut-être sous-estimée, car la fréquence de cette tumeur dans les grandes séries autopsiques atteindrait jusqu'à 3 %. Les méningiomes surviennent deux fois sur trois dans la deuxième moitié de la vie, avec un pic entre la sixième et la septième décennie. Ils surviennent plus fréquemment chez la femme que chez l'homme (sex-ratio : 2/1).

## Facteurs prédisposants
Parmi les facteurs environnementaux, on distingue deux grands types de facteurs de risque associés aux méningiomes : les facteurs hormonaux et les radiations ionisantes.
- L’influence des hormones sexuelles (œstrogène, progestérone) (présentes notamment dans les traitements hormonaux de la ménopause) sur la croissance des méningiomes repose sur une augmentation de l’incidence chez les femmes et la présence de récepteurs aux estrogènes et à la progestérone dans près de 50 % des méningiomes[3]. L’influence d'anti-androgènes comme l'acétate de cyprotérone est également démontrée, avec alors des tumeurs qui régressent spontanément après arrêt du traitement[4], notamment mise en évidence en Europe par des études de cohortes[5].

- Les radiations ionisantes constituent le second facteur de risque connu de méningiome. Leur incidence est augmentée chez les patients ayant subi une irradiation cérébrale dans l’enfance, à haute dose (cancer) mais également à des doses plus faibles (irradiation pour les teignes du cuir chevelu). L’influence des radiographies dentaires répétées sur l’augmentation d’incidence des méningiomes reste sujet à controverse. Des études rétrospectives réalisées dans les années 1980 concluaient à une augmentation du risque lors de panoramiques dentaires complets. Une étude cas-témoins plus récente concluait à une augmentation du risque pour des radiographies dentaires simples[6], ce qui a paru étonnant au vu des doses reçues[7].

Enfin on note une augmentation de l’incidence des méningiomes après un traumatisme crânien. Le lien entre méningiomes et traumatismes crâniens repose sur une observation initiale de Harvey Cushing, ensuite confirmée par des études de cohortes. Les méningiomes post-traumatiques seraient dus à une prolifération accrue des cellules arachnoïdiennes dans le cadre du processus de réparation secondaire au traumatisme.
Il existe plusieurs syndromes de susceptibilité tumorale caractérisés par la présence de méningiomes dont les plus fréquents sont la neurofibromatose de type II (NF2), les schwannomatoses et des formes familiales de méningiomatoses. La neurofibromatose de type II est une maladie autosomique dominante avec une incidence de 1/33 000 naissances, liée à des mutations du gène NF2, situé sur le chromosome 22q12. La sévérité des manifestations cliniques varie d’un patient à l’autre mais la pénétrance à 60 ans est presque de 100 %. Les schwannomes du nerf vestibulaire, habituellement bilatéraux, représentent la lésion cardinale de la maladie. Les méningiomes sont la seconde tumeur la plus fréquente et sont retrouvés chez 60 % des patients.

## Manifestations cliniques
Les méningiomes peuvent se révéler par :
- des crises d'épilepsie partielles ou généralisées ;
- des signes focaux liés à la dysfonction du cerveau comprimé par le méningiome : déficit de force d'un bras ou d'une jambe, altérations du champ visuel, altérations de l'humeur ou des fonctions intellectuelles ;
- des signes associés à une augmentation de la pression intracrânienne lorsqu'ils atteignent un volume important, de la taille d'une orange: maux de tête, nausées/vomissements, troubles visuels à type de vision floue ou double.

Les méningiomes qui compriment la moelle épinière sont en général plus petits, du fait que l'environnement dans lequel ils évoluent est plus étroit, les symptômes s'expriment plus rapidement. Ils sont révélés par des troubles progressifs de la marche.

## Localisations
Les méningiomes peuvent se situer tout autour du cerveau :
- parasagittal / faux du cerveau (25 %)[10] ;
- convexité (surface du cerveau) (20 %)[11]
- arête sphénoidale (20 %) ;
- suprasellaire (10 %) ;
- angle ponto-cérébelleux (10 %)[12] ;
- gouttière olfactive (10 %) ;
- autres (5 %).

## Diagnostic

### Imagerie médicale des méningiomes intracrâniens
Quelles que soient les circonstances de sa découverte, le diagnostic de méningiome est facilement évoqué à partir des données d'imagerie médicale (neuroradiologie).

#### Tomodensitométrie
Les méningiomes intracrâniens apparaissent spontanément hyperdenses par rapport au parenchyme cérébral dans environ 75 % des cas. Ils peuvent toutefois apparaître iso-denses dans 20 à 25 % des cas, voire rarement hypodenses (notamment dans le type histologique lipoblastique). Ils sont rehaussés de manière intense et homogène après injection de produit de contraste iodé dans environ 90 % des cas. Des calcifications d'aspect variable sont présentes dans un quart des cas.
Leur aspect est celui d'une masse de siège extra-axial (c'est-à-dire développée hors du parenchyme cérébral, avec un raccordement méningé souvent visible après injection), aux contours généralement nets et bien limités. Un œdème périlésionnel au sein du parenchyme cérébral est retrouvé dans un peu moins de deux tiers des cas. L'os adjacent est parfois le siège de modifications : hyperostose, élargissement des empreintes vasculaires.
Le scanner de perfusion n'a que peu de place dans le diagnostic des méningiomes. Il permet toutefois de mettre en évidence un flux sanguin accru au niveau de la lésion avec une augmentation du débit sanguin cérébral relatif (relative Cerebral Blood Flow ou rCBF) et du volume sanguin cérébral relatif (relative Cerebral Blood Volume ou rCBV). Des anomalies de perfusion, similaires à celles objectivées en IRM de perfusion, sont également visibles au sein de l’œdème périlésionnel. Le scanner de perfusion pourrait toutefois présenter un intérêt dans le diagnostic différentiel entre méningiome et hémangiopéricytome.

#### Médecine nucléaire
Les techniques d'imagerie de médecine nucléaire ne sont à l'heure actuelle pas couramment utilisées en pratique quotidienne. Néanmoins, l'usage de ces techniques est en augmentation croissante et des recommandations établies par un groupe d'experts ont été établies afin de guider leur développement.
La tomographie par émission de positons (TEP) peut être utilisée avec différents traceurs. Le 18F-fluorodésoxyglucose, marqueur largement utilisé en oncologie présente peu d'intérêt dans le cas des méningiomes. Le métabolisme glucidique généralement peu élevé de ces tumeurs couplé à l'utilisation importante du glucose par le tissu cérébral adjacent est à l'origine d'un faible contraste entre cerveau et méningiomes ce qui limite la détection de ces derniers,. De plus, ce traceur ne présente aucune spécificité vis-à-vis des lésions méningiomateuses.
Compte tenu de la surexpression quasi-constante des récepteurs de la somatostatine (notamment SST 2) par les méningiomes, des traceurs plus spécifiques, dirigés vers ces récepteurs existent et offrent d'excellentes performances diagnostiques,. Ces traceurs, marqués au gallium 68 (68Ga) que sont le 68Ga-DOTATOC, le 68Ga68-DOTATATE et le 68Ga-DOTANOC sont utilisés également dans l'imagerie de certaines tumeurs neuroendocrines exprimant ces mêmes récepteurs,. Leur spécificité n'est toutefois pas parfaite pour les tumeurs du système nerveux central puisqu'une hyperfixation peut aussi se rencontrer en cas d'esthésioneuroblastome, de tumeur pituitaire, ou encore dans certaines métastases cérébrales. Cependant, l'aspect en imagerie conventionnelle de ces différentes tumeur ne prête néanmoins pas à confusion avec un méningiome.
Le diagnostic initial repose toujours largement sur l'IRM qui associe un coût moindre, une meilleure accessibilité, une visualisation d'ensemble de l'encéphale et d'excellentes performances diagnostiques. Les techniques de médecine nucléaire peuvent surtout intervenir dans le cadre du diagnostic différentiel notamment dans certaines localisations particulières comme la gaine du nerf optique. Un autre intérêt pourrait être celui d'estimer le degré d'agressivité du méningiome. Le degré d'hypermétabolisme sur une TEP au 18F-FDG est corrélé au grade histologique de la classification OMS. La tomographie par émission de positons a également été étudiée en vue de la planification d'un geste de radiothérapie, mais aussi dans le suivi des patients ayant bénéficié de ce traitement.

#### Autres modalités d'imagerie
La radiographie conventionnelle du crâne est une méthode historique de diagnostic des méningiomes intra-crâniens qui ne présente plus aucun intérêt de nos jours. Les signes typiquement retrouvés sont en premier lieu ceux en lien avec les modifications osseuses de voisinage induites par la tumeur : hyperostose et élargissement des sillons vasculaires. Il est également possible de visualiser les éventuelles calcifications intra-tumorales. Enfin, un déplacement des calcifications physiologiques des plexus choroïdes ainsi que de la glande pinéale a été rapporté en cas de lésion volumineuse.

### Anatomopathologie
Même si l'imagerie est très évocatrice du diagnostic, seule l'analyse de la tumeur au microscope (anatomopathologie) permet d'établir un diagnostic de certitude. La classification anatomopathologique actuelle des méningiomes repose sur une classification établie en 2007 et distingue 3 grades d'agressivité :
- bénin (OMS grade I) ;
- atypique (OMS grade II) ;
- malin (OMS grade III).

Les méningiomes bénins représentent environ 74 à 88 % des tumeurs, les méningiomes atypiques de 10 à 24 % et les méningiomes malins environ 2 % de l’ensemble des méningiomes. Les méningiomes peuvent par ailleurs présenter une grande variété de sous-types histologiques, parfois au sein d’une même tumeur. La classification actuelle de l’OMS distingue 16 sous-types histologiques de méningiomes, répartis dans les 3 grades. Quatre sous-types se rangent automatiquement dans les grades histologiques élevés et correspondent aux méningiomes chordoïdes et à cellules claires (OMS grade II) et aux méningiomes rhabdoïdes et papillaires (OMS grade III).
Les méningiomes de grade I sont caractérisés par l’absence d'invasion cérébrale et de critères histologiques d’atypie ou de malignité. Les méningiomes méningothéliaux, fibroblastiques et transitionnels forment les sous-types histologiques les plus fréquents dans les méningiomes bénins. Les méningiomes de grade II sont caractérisés par des critères d'atypie cellulaire et/ou une invasion du cerveau. La présence d’une invasion cérébrale est corrélée avec une augmentation du risque de récidive. Les méningiomes de grade III correspondent à des méningiomes présentant d’importants signes histologiques d’agressivité, comme une dédifférenciation architecturale ou un index mitotique élevé. Ces tumeurs ont été classées grade III en raison du taux important d’invasion cérébrale (75 %), de récidive (55 %), de métastase (20 %) et décès (environ 50 % des patients).

## Traitement

### Surveillance
Les méningiomes de découverte fortuite, de petite taille et ne provoquant pas de symptômes sont habituellement surveillés, surtout chez les sujets âgés, chez qui les tumeurs peuvent rester stables dans le temps. Le traitement ne se justifie qu'en cas de symptômes associés, d'augmentation de taille ou d’œdème cérébral.

### Chirurgie
La chirurgie reste le principal traitement des méningiomes. La technique chirurgicale repose sur quelques principes communs à toutes les localisations tumorales :
- ouverture de l'os centrée sur le méningiome ;

- abord initial de la base d’insertion durale permettant une dévascularisation précoce de la tumeur ;
- exérèse alternant un évidement central et un isolement progressif à la périphérie du plan de clivage avec le parenchyme adjacent permettant d’effondrer la tumeur sur elle-même tout en exposant et contrôlant la vascularisation sous-piale ;
- retrait de la dure-mère d’insertion et de l’os envahi.

Après traitement, les désordres cliniques qu'avait entraînés la tumeur régressent souvent complètement. Le pronostic des méningiomes est globalement excellent, mais la tumeur peut récidiver (10 % de récidive à 10 ans pour les méningiomes bénins), ce qui justifie une surveillance prolongée après la chirurgie de la tumeur. Ces récidives sont habituelles après exérèse incomplète. Elles peuvent nécessiter de nouvelles interventions.

### Radiothérapie et radiochirurgie
La radiothérapie n'est indiquée de manière certaine qu'après chirurgie dans les méningiomes de grade III. Elle peut être également réalisée au cas par cas après exérèse d'un méningiome de grade II. Depuis 1980, le traitement des méningiomes peut se faire à l'aide de la radiochirurgie (« CyberKnife » ou « Gamma knife »), appareil délivrant de façon très localisée une dose élevée de rayonnements ionisants. Cette intervention, non invasive donc sans ouverture de la boîte crânienne, ne demande qu'une hospitalisation de 48 heures, sans aucun effet secondaire. Cette technique reste toutefois réservée aux petites tumeurs (moins de 2,5 cm de diamètre) et surtout dans des localisations où la chirurgie est difficile (méningiomes du sinus caverneux).

### Chimiothérapie
Il n'existe pas actuellement de chimiothérapie efficace dans le traitement des méningiomes, notamment les formes histologiquement plus agressives. Toutefois, des découvertes récentes sur la génétique moléculaire de ces tumeurs ont permis de retrouver certaines anomalies génétiques qui pourraient être dans le futur, corrigées par des traitements ciblés.

### Embolisation préopératoire
La chirurgie d’un méningiome intracrânien est parfois précédée d’une procédure d’embolisation réalisée sous contrôle artériographique par un neuroradiologue interventionnel. Cette technique, décrite pour la première fois en 1973,, consiste en l’injection à l’aide d’un microcathéter d’un agent d’embolisation au sein des branches artérielles alimentant la tumeur dans le but d’obtenir une dévascularisation de cette dernière,. Divers agents d’embolisation peuvent être utilisés tels que des microsphères d’alcool polyvinylique ou des agents emboliques liquides comme l’éthylène-alcool vinylique (Onyx) et le cyanoacrylate de butyle,,. Il n’y a pas de consensus quant à l’agent embolique de choix. Les agents emboliques liquides semblent toutefois pénétrer plus profondément dans la tumeur, permettre un meilleur contrôle du geste (grâce à leur caractère radio-opaque) et présenter un risque hémorragique moindre,. Quel que soit l’agent embolique utilisé, cette procédure expose aux mêmes types de complications majeures qui peuvent être de nature ischémique (résultant préférentiellement en une atteinte des nerfs crâniens) et plus rarement hémorragiques (hémorragie intra- ou péritumorale),. D’autres complications mineures, notamment en lien avec le cathétérisme peuvent également survenir (hématome au point de ponction). Malgré tout, il s’agit d’une procédure relativement sûre, à très faible mortalité et avec un taux de complication compris entre 0 et 9 % selon les revues de la littérature,.
Les méningiomes étant des tumeurs très vascularisées pouvant saigner abondamment lors de la chirurgie, l’un des principaux bénéfices attendus de l’embolisation préopératoire est une diminution des pertes de sang pendant l’intervention,,. L’embolisation préopératoire pourrait également améliorer la résécabilité de la tumeur, notamment en modifiant sa consistance afin de la rendre moins ferme,. Des taux d’infection post-chirurgicaux moindre ont également été avancés. Toutefois, l’embolisation préopératoire demeure controversée, dans la mesure où les bénéfices attendus doivent être mis en balance avec les complications pouvant survenir au décours du geste ainsi que le coût élevé de l’embolisation,,,. Il apparaît clair que tous les méningiomes ne doivent pas être embolisés avant la chirurgie et différents points doivent être analysés afin d’estimer les bénéfices attendus du geste. L’embolisation préopératoire semble plus intéressante en cas de localisation difficile pour le chirurgien (notamment en cas de topographie profonde, comme sur la grande aile du sphénoïde ou au contact du sinus caverneux). L’anatomie vasculaire de la lésion doit également être prise en compte et il est préférable d’emboliser les tumeurs vascularisées par le système carotidien externe plutôt que celles dont l’apport vasculaire repose au moins en partie sur le système carotidien interne,. D’autres critères en faveur de la réalisation de l’embolisation préopératoire, comme une grande taille tumorale et un caractère franchement hypervasculaire du méningiome ont été rapportés.
Enfin, il convient de noter que l’embolisation des méningiomes intracrâniens a aussi été décrite sans optique de chirurgie ultérieure,,. L’embolisation pourrait constituer ainsi une alternative à la chirurgie notamment chez les patients à trop grand risque opératoire. Les données à ce sujet dans la littérature sont toutefois lacunaires incluant seulement quelques séries de cas et observations médicales.